# Canton (Illinois)
Canton város az USA Illinois államában, Fulton megyében. Lakosainak száma 13 242 fő (2020. április 1.).

## Népesség
A település népességének változása:
| Lakosok száma | 762  | 15 288 | 14 704 | 13 242 |
|               | 1840 | 2000   | 2010   | 2020   |